# Napier Deltic

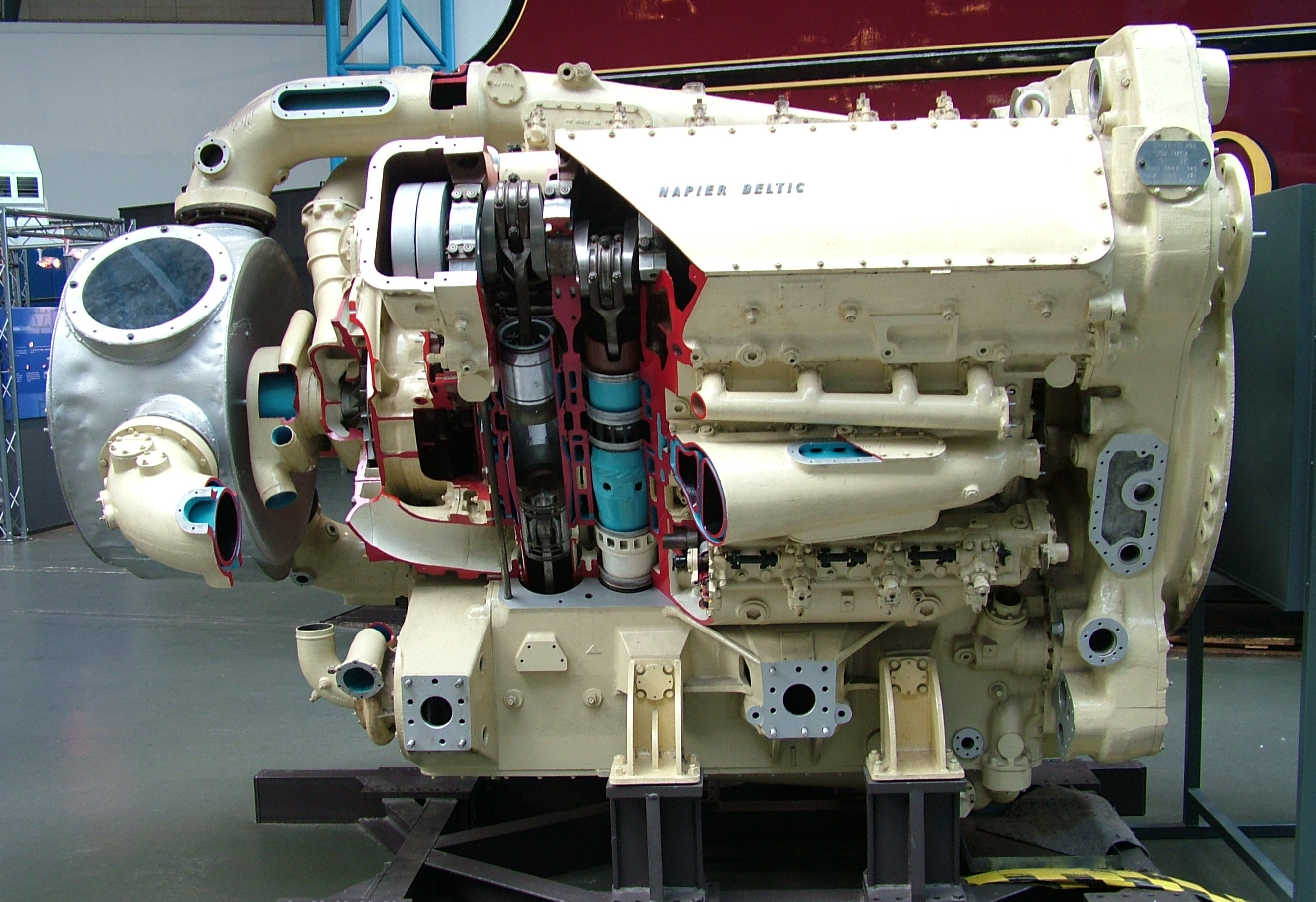
motore Napier Deltic esposto al National Railway Museum a York

Il Napier Deltic è un motore a pistoni opposti costruito e sviluppato dall'azienda inglese Napier & Son: si tratta di un'unità motrice senza valvole, sovralimentata a due tempi diesel. Questo motore ha avuto un utilizzo in disparati campi, come in quello marittimo e ferroviario (locomotive).
La particolarità di questo motore è la disposizione a triangolo dei cilindri, con un albero motore ad ogni angolo del triangolo.

animazione virtuale del funzionamento del motore Napier Deltic

Il termine Deltic (che è una fusione della lettera greca Delta e la parola inglese dynamic) è usato per riferirsi sia alla disposizione dei cilindri che ai motori destinati per la propulsione delle locomotive diesel ad alta velocità Deltic E.130 prodotte dalla connazionale English Electric; tutte le locomotive equipaggiate con questo propulsore vennero denominate (TOPS) Classe 55.